# Maria Kisliak
Maria Kisliak, född 6 mars 1925 i Charkov, död där 18 juni 1943, var en rysk motståndskvinna. Hon förärades postumt hederstiteln Sovjetunionens hjälte.

## Biografi
Komsomol-medlemmen Maria Kisliak gick med i en motståndsgrupp som opererade i området kring Charkov, som hade ockuperats av tyskarna. Tillsammans med skolkamraten Fjodor Rudenko ville hon hämnas tyskarnas grymheter. Kisliak, som var mycket tilldragande, lockade med sig en tysk officer på en promenad utanför byn Lednoe. Där låg Rudenko i bakhåll och dödade officeren med en kofot. Kisliak greps, men släpptes i brist på bevis. Några månader senare mördade Kisliak och Rudenko och ytterligare en motståndsman, Vasilij Bugrimenko, en annan tysk officer på samma sätt. De tyska ockupationsmyndigheterna lät denna gång gripa omkring 100 byinvånare och hotade att avrätta samtliga, om inte de skyldiga gav sig till känna. Kisliak, Rudenko och Bugrimenko överlämnade sig till Gestapo och hängdes offentligt.

### Webbkällor
- ”Maria Kislyak”. http://www.rowdiva.com/Kislyak.html. Läst 25 mars 2019.